# Skjálfandafljót
Der Fluss Skjálfandafljót liegt im Norden von Island und hat eine Länge von ca. 178 km.

## Name
Der Name bedeutet zitternder Strom, was mit der Bucht Skjálfandi (= der Zitternde) zu tun hat und mit der Erdbebenhäufigkeit dieser Gegend an der Tjörnes-Bruchzone, einer aktiven Transferzone, die die Rift- und Vulkanzone Islands mit dem nördlichen Teil des Mittelatlantischen Rückens, dem Kolbeinsey-Rücken, verbindet.

## Verlauf
Es handelt sich hier um einen durchaus bedeutenden Fluss, den viertlängsten Islands.
Er entspringt am Nordwestrand des Gletschers Vatnajökull im Isländischen Hochland. Dabei nimmt er auch Quellflüsse vom zum Tungnafellsjökull (Lage) gehörigen Hochtemperaturgebiet am Vonarskarð (Lage) auf. Anschließend strömt er in etwa parallel zur Sprengisandur-Hochlandroute nach Norden ins Tal Bárðardalur und mündet schließlich in die Skjálfandi-Bucht.
Unterwegs ergießt der Fluss sich über zahlreiche Wasserfälle, von denen die bekanntesten Aldeyjarfoss und Goðafoss darstellen.
Im Unterlauf kurz vor der Mündung in die Bucht Skjálfandi zwischen dem Gebirgszug Köldukinn auf der Halbinsel Flateyjarskagi und dem Tal Aðaldalur befindet sich eine Insel namens Þingey im Fluss. Nach dieser ist der ganze Bezirk Þingeyjarsýsla benannt.

## Geschichte
Der erste Siedler der Gegend war gemäß dem Landnahmebuch Bárður Heyjangurs-Bjarnarson, der den Beinamen Gnúpa-Bárður trug. Er soll sein Schiff vom Meer kommend den Fluss hinauf gezogen haben.
Nach diesem Siedler wurden das Tal Bárðardalur und der Vulkan Bárðarbunga benannt.

## Flora und Fauna
Im Jahre 2009 wurden Flora und Fauna am Oberlauf des Flusses gesondert untersucht wegen evtl. geplanter Konstruktion zweier Wasserkraftwerke. Es stellte sich heraus, dass ein Großteil des Gebietes unbewachsen und wüstenhaft ist, es gibt jedoch auch einiges Moorland und mit Büschen, Sträuchern und kleinen Bäumen sowie Moosen bewachsene Bereiche.
Besonders auffallend erwies sich das Vogelleben, brüten hier doch zahlreiche Kurzschnabelgänse, Goldregenpfeifer, Alpenstrandläufer, Kragenenten und Falken.

## Einzelnachweise

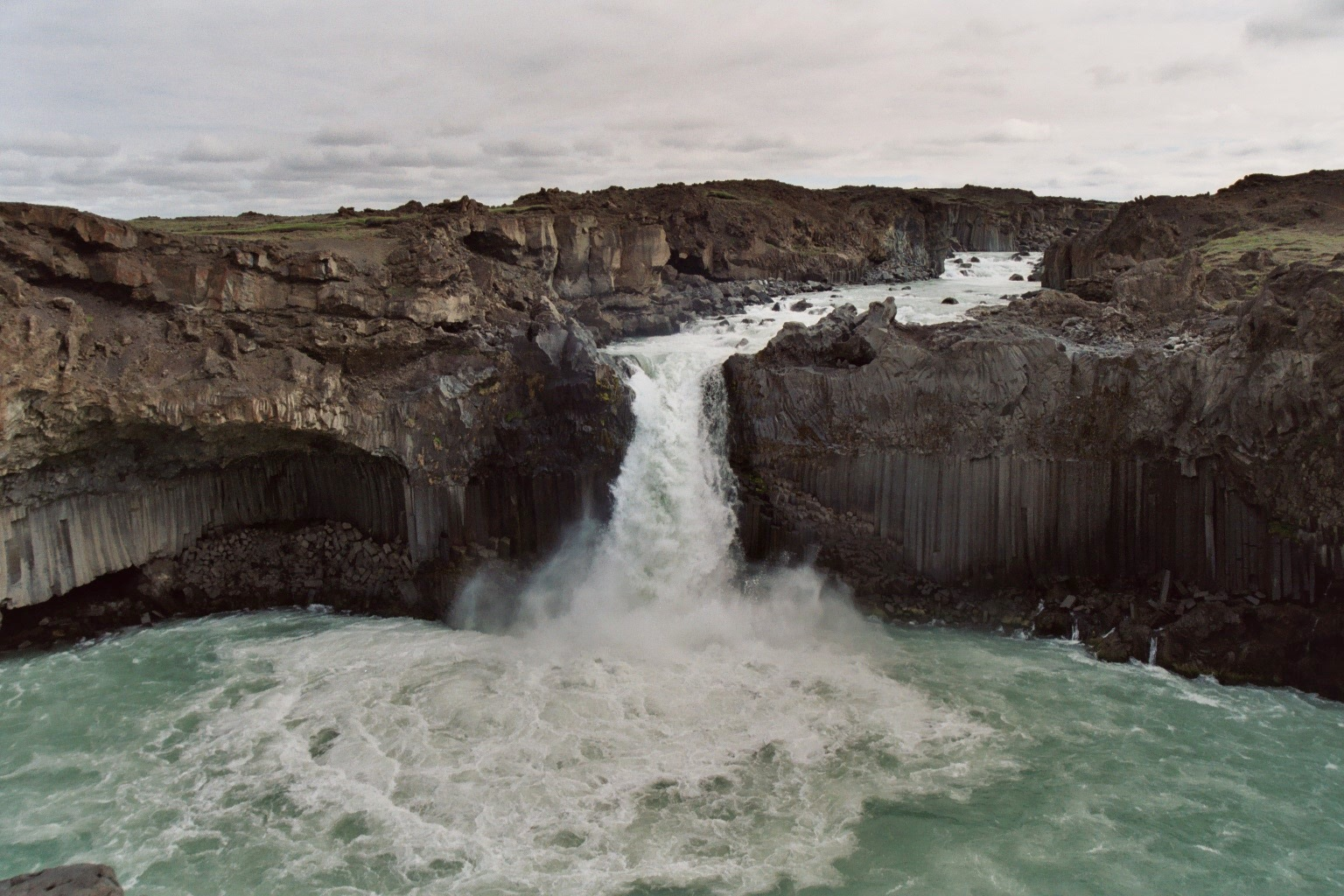
Am Aldeyjarfoss
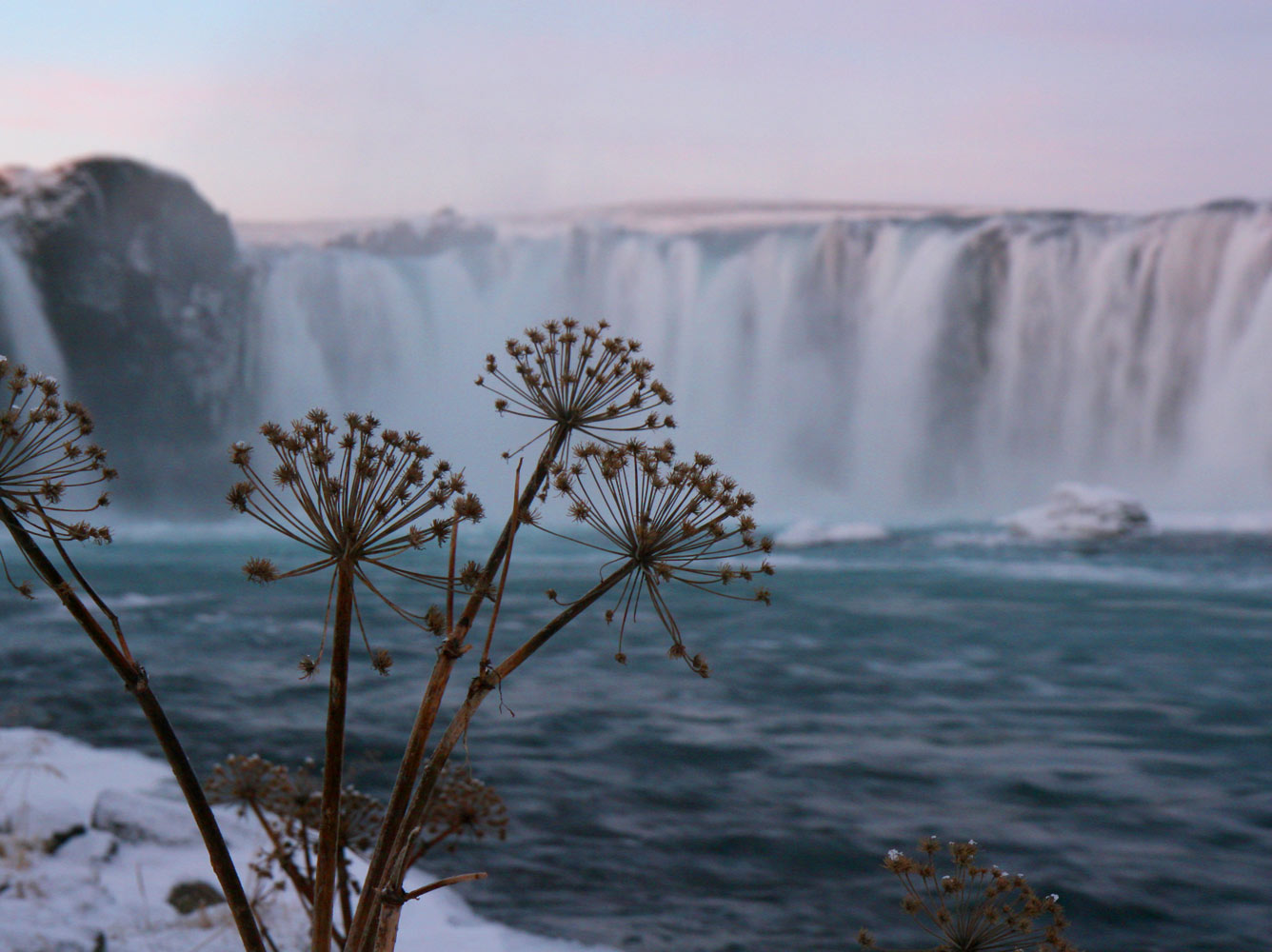
Am Goðafoss
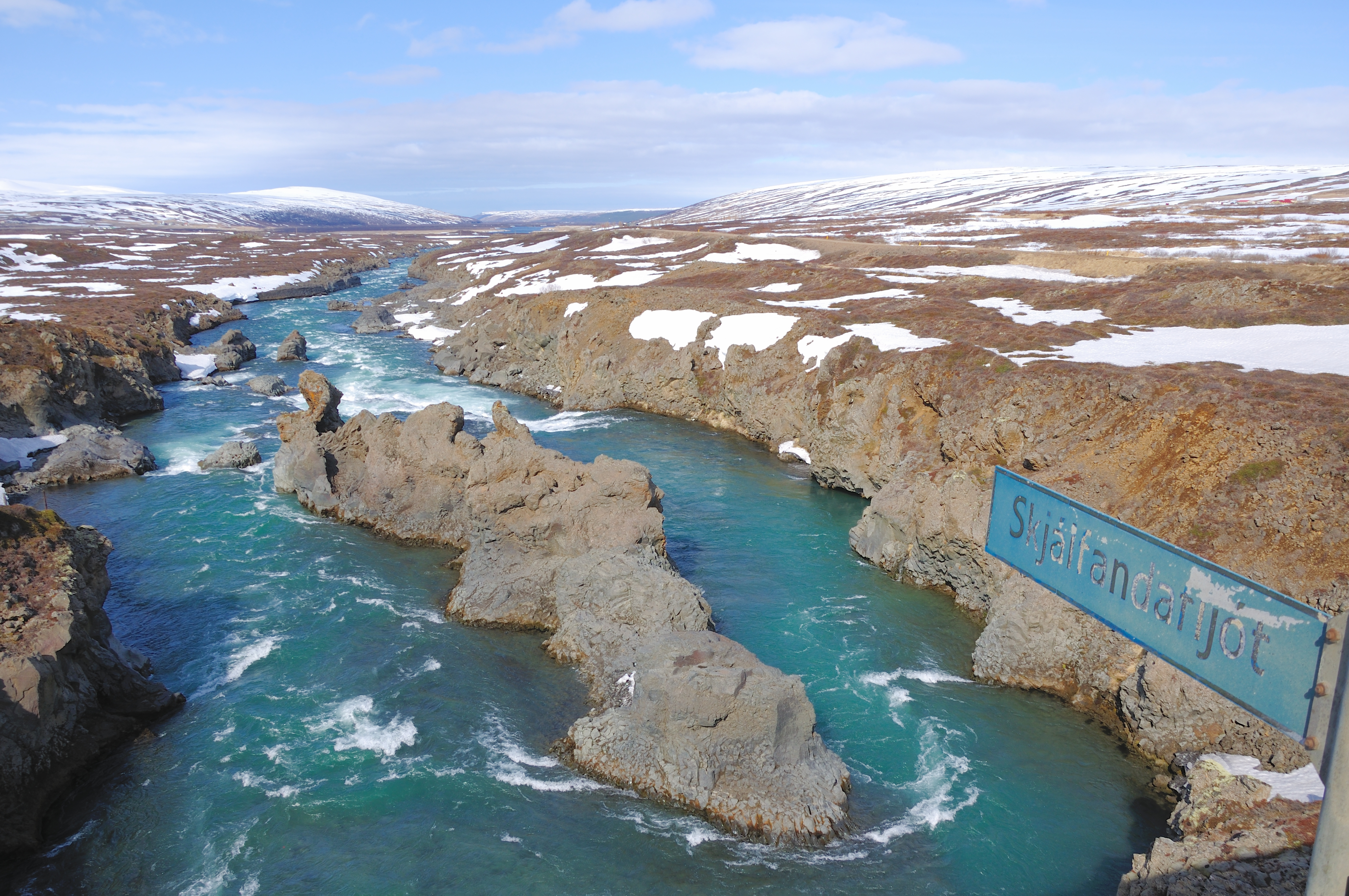
Der Skjálfandafljót unterhalb des Goðafoss